# Axonopus triglochinoides
Axonopus triglochinoides är en gräsart som först beskrevs av Carl Christian Mez, och fick sitt nu gällande namn av Dedecca. Axonopus triglochinoides ingår i släktet Axonopus och familjen gräs. Inga underarter finns listade i Catalogue of Life.